# Chidori
El Chidori (千鳥 millar de aves?) era el líder de una serie de torpederos japoneses a la que daba nombre, la clase Chidori, botados en 1933. 

## Historia
Pese a que oficialmente era una unidad menor, no tenía mucha diferencia en cuanto a armamento respecto a un destructor de segunda categoría, pues contaba con tres piezas artilleras de 127 mm y cuatro tubos lanzatorpedos en dos montajes dobles. El desplazamiento era de 738 toneladas a plena carga, y alcanzaba una velocidad máxima de 30 nudos.
Tras el Incidente Tomozuru, que obligó a una modificación de varios buques y a reconsiderar la táctica naval japonesa de armar en exceso sus naves, vio incrementados su desplazamiento y manga, y reducido el calibre de su armamento, pasando a piezas de 120 mm y a un antiaéreo de 7,7 mm, perdiendo también una de sus dos baterías lanzatorpedos.
Resultó hundido por el submarino estadounidense USS Tilefish, 150 kilómetros al suroeste de Yokosuka el 22 de diciembre de 1944.